# Лаяри
Лаяри (урду کونړ سيند‎) — небольшая речка, текущая через пакистанский мегаполис Карачи с северо-востока через весь центр города и впадающая в Аравийское море у маленького полуострова Манора. Длина реки составляет около 50 километров. Будучи сезонной рекой Лайари служит водосбором в период дождей.

## История
До 1950-х годов река была чистая и изобилировала рыбой, вдоль берегов велось сельское хозяйство. Но после обретения независимости Пакистана в 1947 году, когда Карачи провозгласили столицей нового государства, население города стало стремительно расти за счёт переселенцев из Индии и внутренней миграции. Из-за этого и экономического роста, развития промышленности река сменила своё предназначение: она стала выполнять роль сточных вод.
Нерегулируемое заселение окрестностей вдоль реки стало приводить к человеческим и материальным потерям во время повышения уровня реки. Так, после случившегося в 1977 году разрушительного наводнения встала необходимость возводить защитные дамбы вдоль всей реки. Несмотря на это, случаи наводнений случались и в 1990-е годы. В 1986 году был предложен проект автомагистрали через город, идущей вдоль берегов реки, но был отложен из-за необходимости, в случае реализации, переселения около 100,000 человек.

### Лайари Экспрессвей
Однако реализация проекта магистрали длиной в 16,5 километра началась в 2002 году без какого-либо общественного консенсуса, в результате множество построек были снесены под предлогом незаконности их возведения. Около 200 000 семей были переселены в новые районы и пригороды Карачи.. Новая трасса стала альтернативой существующей к северу объездной трассы и помогла немного разгрузить центр.

## Загрязнение реки
Вдоль реки расположено большое количество промышленных предприятий, сбрасывающих необработанные отходы в сточные воды Лайари.